# الکسیس سریتوس
الکسیس سریتوس (انگلیسی: Alexis Cerritos؛ زادهٔ ۲ اکتبر ۲۰۰۰) بازیکن فوتبال اهل ایالات متحده آمریکا است.
او همچنین در تیم‌های ملی فوتبال El Salvador national under-17 football team, El Salvador national under-20 football team و السالوادور بازی کرده‌است.